# ترک‌های کرمان

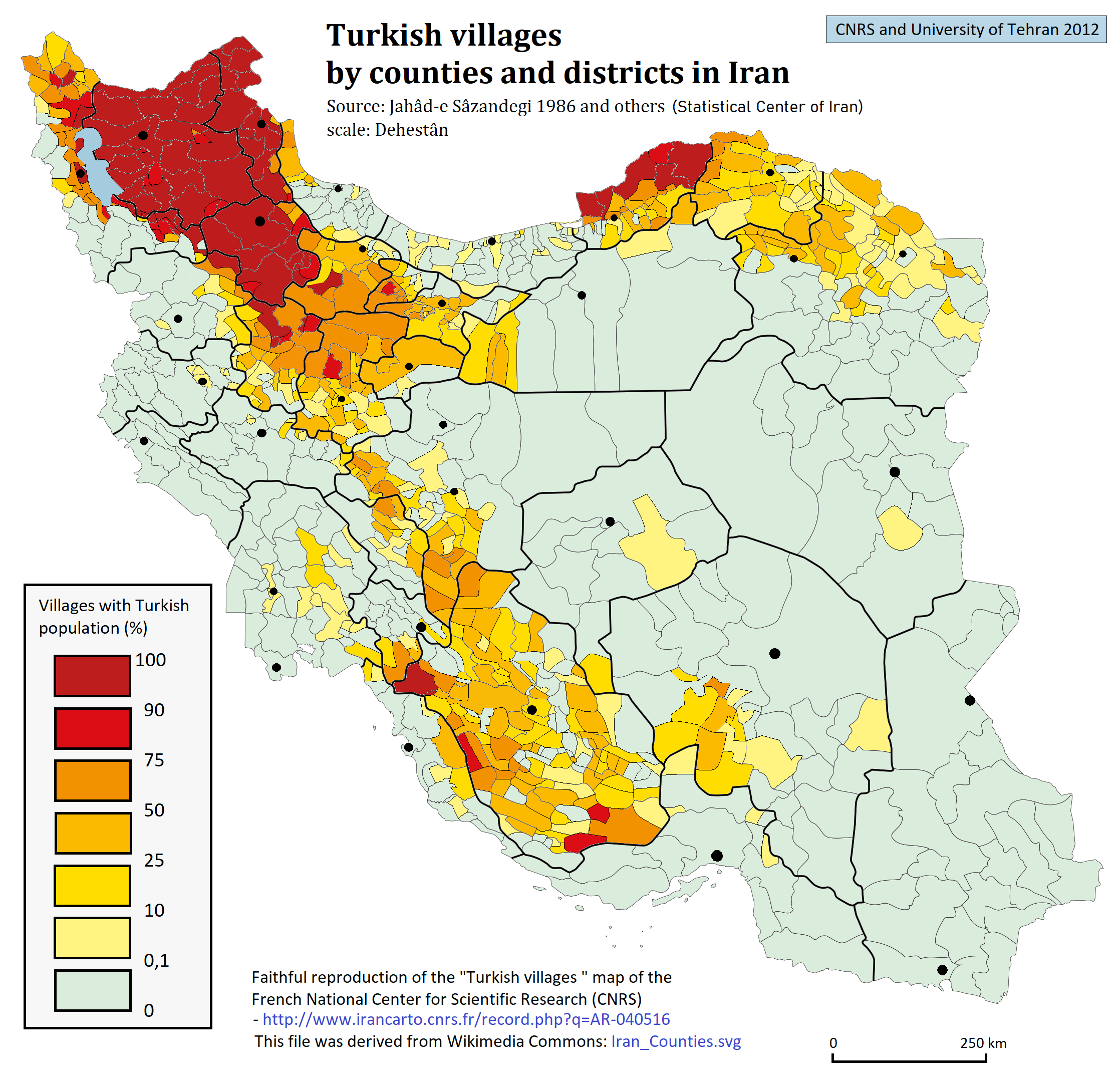
مناطق زندگی ترک‌های ایران بر اساس درصد ترک‌زبانان هر دهستان، در نقشه، مناطق ترک نشین استان کرمان مشخص شده است، رنگ‌های تیره‌تر درصدهای بالاتر را نشان می‌دهند. این مناطق شامل یا قسمتی از شهرستان‌های بافت، ارزوئیه، سیرجان، بردسیر، جیرفت، رابر، رفسنجان و فهرج است.

خاستگاه ترک‌ها آسیای میانه است و ترک‌های ایران عمدتاً از دوره سامانیان، غزنویان و سلجوقیان وارد ایران شده‌اند. ورود ترک‌ها به استان کرمان در دوره‌های سلجوقیه، صفویه، افشاریه و قاجاریه بوده است و چندین ایل و طایفه بزرگ از آناتولی، آذربایجان، خراسان و فارس به این استان مهاجرت کرده‌اند. افشارهای کرمان در بین ترک‌های کرمان اکثریت هستند و بچاقچی‌ها نیز جمعیت قابل توجهی دارند، قرائی‌ها، خوارزمی‌ها، قتلوها و چند طایفه دیگر هم در استان کرمان زندگی می‌کنند. محل زندگی اکثر ترک‌ها، جنوب غربی استان کرمان است.

استان کرمان به تفکیک شهرستان

## ایل افشار کرمان
ایل افشار کرمان شاخه‌ای از ایل افشار است که جمعیت قابل توجهی در استان کرمان دارد. بر اساس سرشماری‌های عشایر کشور، تقریباً همه عشایر افشار ایران در استان کرمان زندگی می‌کنند.

### تاریخ افشارهای کرمان
ایل افشار یکی از ایلات ترک است که در گذشته از آسیای مرکزی به ایران مهاجرت کرده است و در زمان صفویه یکی از ۷ ایل اصلی تشکیل دهنده قزلباشان بوده است. حکومت افشاریه نیز به دست افراد ایل افشار تشکیل شد. تاریخ دقیق مهاجرت طایفه‌های افشار به کرمان و مبدأ مهاجرت آنها به‌طور کامل روشن نیست، با این حال با توجه به منابع موجود، افشارها در دوره حکومت‌های صفویه، افشاریه و قاجاریه از آناتولی، آذربایجان، خراسان و فارس به کرمان مهاجرت کرده‌اند. قدیمی‌ترین اشاره به مهاجرت افشارها به کرمان، در زمان سلطنت شاه اسماعیل اول است. گسترده‌ترین مهاجرت، در دوره قاجاریه و از فارس بوده است. شهرستان بافت به دلیل آب و هوای خوب و کوهستانی بودن برای دام‌ها و اسب افشارها و سپاهیانشان بسیار عالی بوده است و به همین دلیل از اصلی‌ترین مقصدهای مهاجرت افشارها بوده است و هم‌اکنون نیز بیش‌ترین افشارهای استان کرمان در این منطقه سردسیر هستند. زبان افشارهای استان کرمان، ترکی افشاری است.

#### افشارهای شمال کرمان

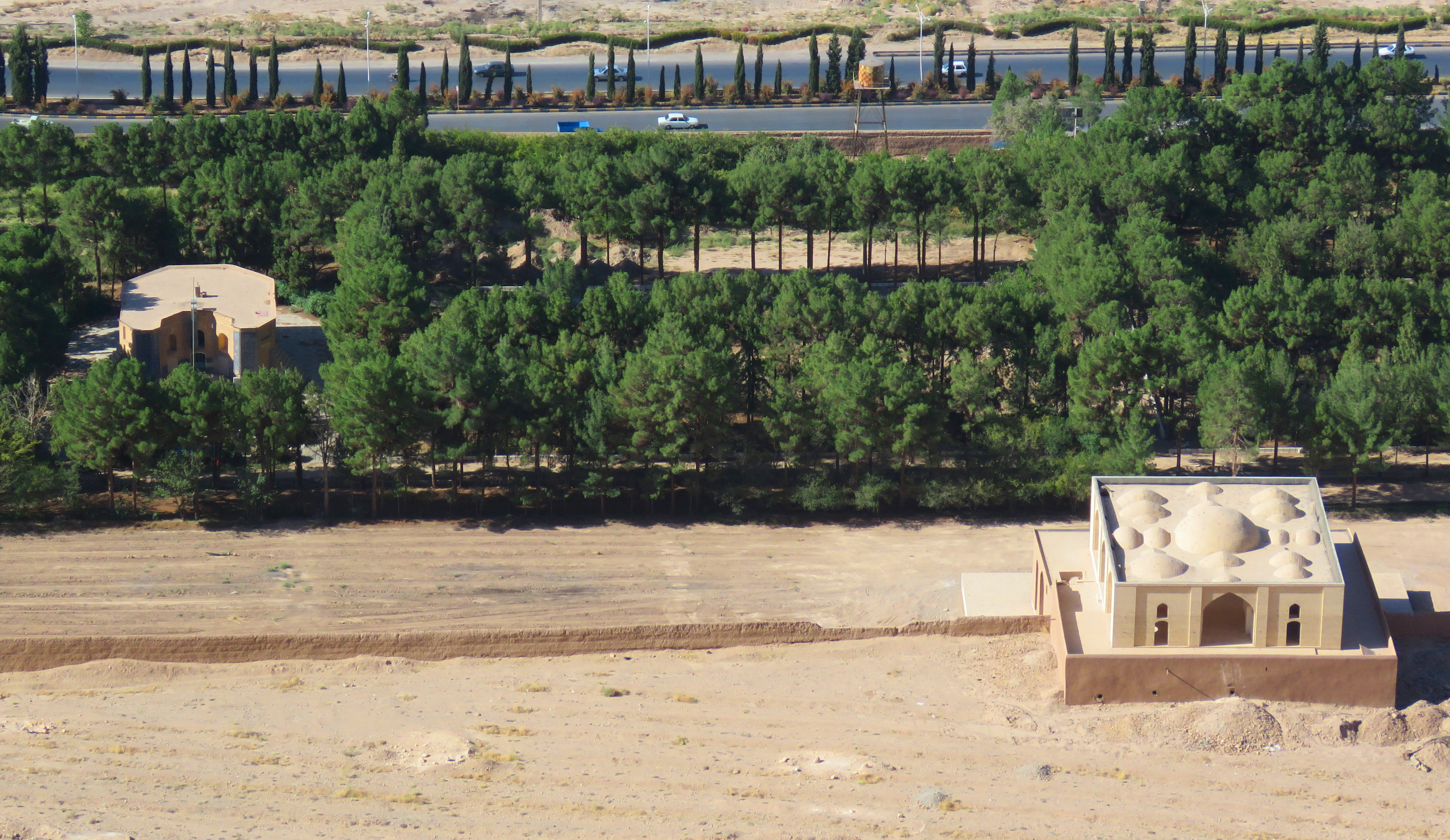
باغ بیرم آباد واقع در کرمان که توسط بیرام بیگ افشار ساخته شده است

ورود افشارها به کرمان در چند مرحله اتفاق افتاده است و اولین افشارها در زمان شاه اسماعیل اول، در حدود ۵۰۰ سال پیش از آذربایجان به کرمان مهاجرت کردند. مجدالاسلام کرمانی که خود نیز از ایل افشار کرمان بوده ورود افشارها به کرمان را در زمان شاه اسماعیل به سرکردگی بیرام‌بیگ که از دستیاران محمدخان استاجلو بود دانسته است. طایفه قره اُغلانلو از اولین افشارهایی هستند که به کرمان وارد شدند. در زمان صفویه کرمان توسط افشارها اداره می‌شد.
شاه قلی سلطان افشار در عصر شاه طهماسب حاکم کرمان شد و برای سرکوب ازبکان راهی خراسان شد و در ادامه در جنگ چالدران سرکرده سپاه کرمان بود یکی دیگر از حاکمان افشار کرمان در دوره صفوی، یعقوب‌بیگ افشار بود که قسمت‌هایی از جنوب ایران را فتح کرد.
دومین طایفه‌ای که به کرمان مهاجرت کرد طایفه تکلو بود که بعدها به ایل افشار پیوستند
بعد از مرگ شاه طهماسب حکومت کرمان به دست ولی‌خان افشار افتاد، او پسرش بیگتاش‌خان را به همراه ۱۰۰۰ خانوار افشار به کرمان فرستاد و در قسمت‌های مختلف استان کرمان ساکن شدند مدتی بعد طایفه بچاقچی و ارشلو نیز وارد شهرستان بافت و سیرجان شدند
پس از ورود افشارها به کرمان، بزرگان ایل در شمال استان کرمان در شهرهای زرند، کوهبنان، کرمان و … ساکن شدند و عشایر افشار در جنوب و غرب استان کرمان در شهرستان‌های بافت، ارزوئیه، سیرجان، بردسیر، رابر، حاجی‌آباد و جیرفت به قشلاق و ییلاق پرداختند.
با نابود شدن سلسله صفویه، افغان‌ها به کرمان حمله کردند و اسماعیل‌خان افشار از شهر در مقابل آنها دفاع کرد. از دیگر بزرگان افشار کرمان می‌توان به درگاه‌قلی‌بیگ ایلخانی افشار و خاندانقلی‌بیگ افشار کلانتر کرمان و رئیس ایل افشار اشاره کرد بر خلاف انتظار، نادرشاه افشار برخورد خوبی با سرکردگان ایل افشار نداشت و به محض آمدن به کرمان اسماعیل‌خان افشار را تنبیه کرد. بعد از قلع و قمع بزرگان افشار کرمان به دست نادرشاه افشار، حکومت کرمان به مؤمن‌خان یزدی رسید. بعد از قتل نادرشاه، حکومت کرمان به شاهرخ‌خان افشار رسید، او درگیری‌هایی با نصیرخان لاری که شهرهای کرمان را غارت می‌کرد داشت، قلعه شاهرخ‌خان افشار واقع در یزدان آباد زرند توسط وی ساخته شده است. بعد از شاهرخ‌خان افشار حکومت کرمان به مرتضی‌قلی‌خان افشار رسید که با سپاهیان افغان جنگ کرد.

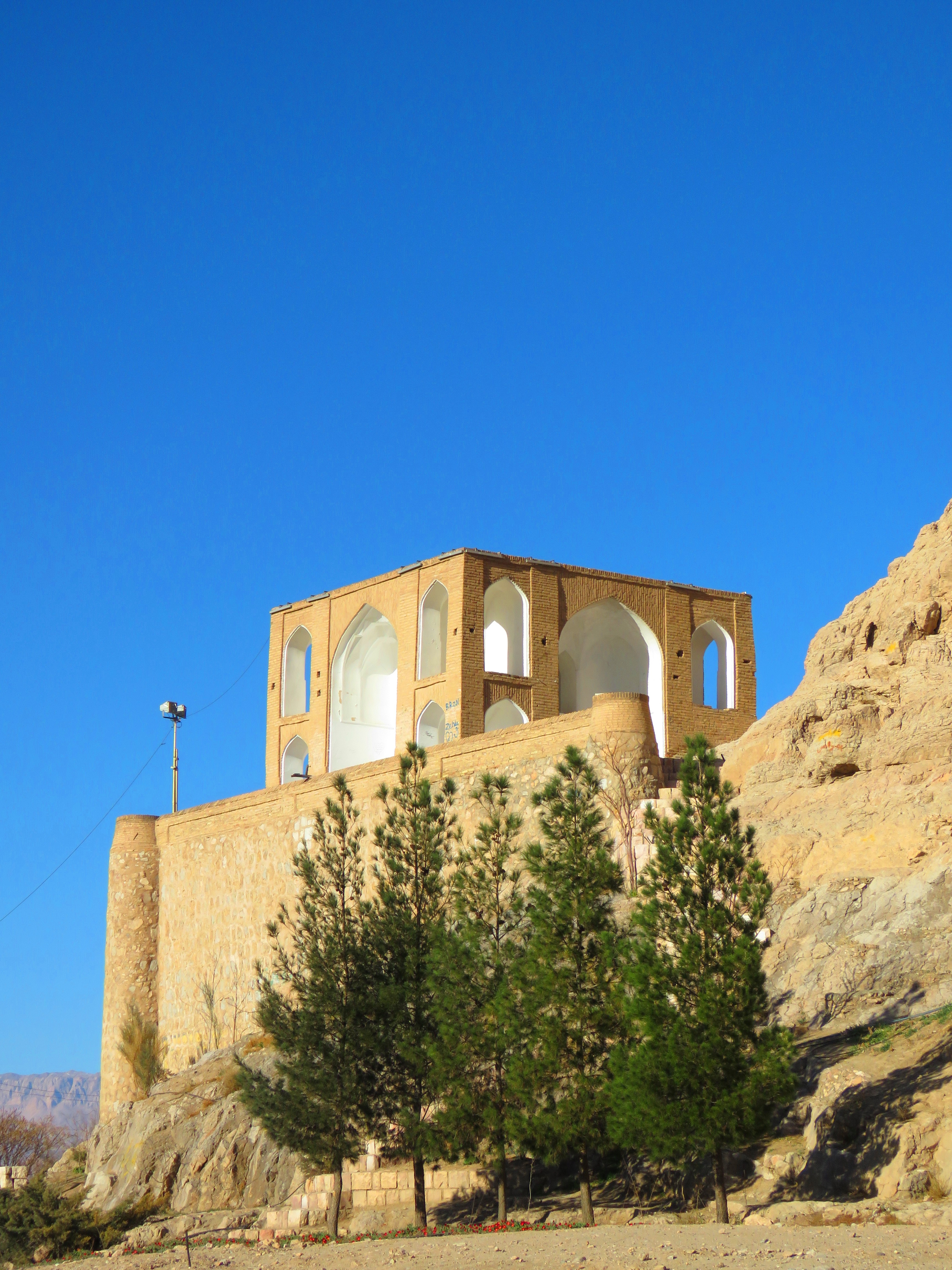
تخت درگاه‌قلی‌بیگ افشار، ایلخانی ایل افشار کرمان واقع در شهر کرمان

#### افشارهای جنوب کرمان
به‌طور کلی افشارهای شمال، بزرگان و سرکردگان ایل افشار کرمان و افشارهای جنوب، عشایر و نیروی نظامی بوده‌اند، در حال حاضر افشارهای شمالی زبانشان را فراموش کرده‌اند ولی افشارهای جنوب به علت زندگی ایلیاتی هنوز به زبان ترکی افشاری صحبت می‌کنند.
افشارهای جنوب کرمان به موازات افشارهای شمال و در تعداد بسیار بیشتر در دوره صفویه از آذربایجان به کرمان مهاجرت کردند و در شهرستان‌های بافت، ارزوئیه، سیرجان، حاجی‌آباد، جیرفت، بردسیر و رابر به زندگی عشایری پرداختند، امروزه اکثر افراد ایل افشار زندگی عشایری را رها کرده‌اند، اکثریت شهرستان بافت و قسمت قابل توجهی از جمعیت شهرستان‌های ارزوئیه، سیرجان، بردسیر، حاجی‌آباد از ایل افشار هستند و به زبان ترکی افشاری تکلم می‌کنند.

#### ضعیف شدن افشارهای شمالی
از اواخر حکومت فتحعلی‌شاه، افشارهای شمالی فقط عنوان خانیت داشتند و فاقد قدرت سیاسی بودند، در این زمان افشارهای جنوب در حال قدرت‌گیری بودند. از بزرگان افشارهای جنوبی در این دوره می‌توان به محمد علی‌خان ایل بیگی افشار و گرگعلی‌خان قاسملو اشاره کرد. میرزا محمودخان سرتیپ از بزرگان ایل افشار کرمان در دوره مظفرالدین‌شاه بود، او مدتی حاکم اقطاع و افشار بود، در زمان او اسفندیارخان بچاقچی سیرجان را تصرف کرده بود و میرزا محمودخان مأمور دستگیری اسفندیارخان بچاقچی بود که هنگام تعقیب تفنگچیان بچاقچی کشته شد.

#### ایل افشار پشتوانه نظامی حکومت
در گذشته به شهرستان بافت اقطاع افشار می‌گفتند، اقطاعی‌ها فارس و افشارها ترک هستند، در گذشته اقطاعی‌ها ۲۴۰ سرباز به دولت می‌داده‌اند و افشارها به دلیل جنگاوری و مهارت در سوارکاری ۱۰۰۰ سوارکار به دولت می‌داده‌اند. وزیری کرمانی مورخ قاجار در شرح ایل افشار کرمان آورده: در آن زمان در ایل افشار ۳۰۰ سوار و ۷۰۰ تفنگچی خوب و پر دل بودند که در جنگ با چماق و شش پر شرکت می‌کردند و بیش از تفنگچیان ایلات دیگر مهارت نشان می‌دادند.

#### افشارهای کرمان در انقلاب مشروطه

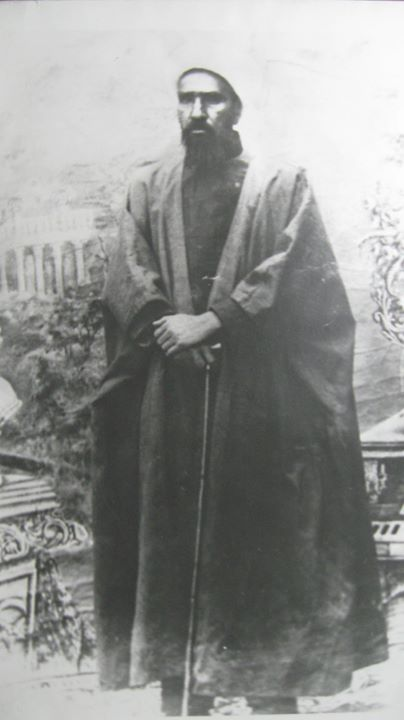
احمد مجدالاسلام کرمانی مشروطه خواه از افشارهای کرمان

از مشهورترین مشروطه خواهان افشار کرمان، مجدالاسلام کرمانی است که نقش پررنگی در بیداری مردم داشت. برادر او، امین‌الاسلام نیز تلاش‌هایی در راه انقلاب مشروطه کرد.

#### غنجعلی‌خان افشار، آخرین ایلخان قدرتمند افشار کرمان در بافت

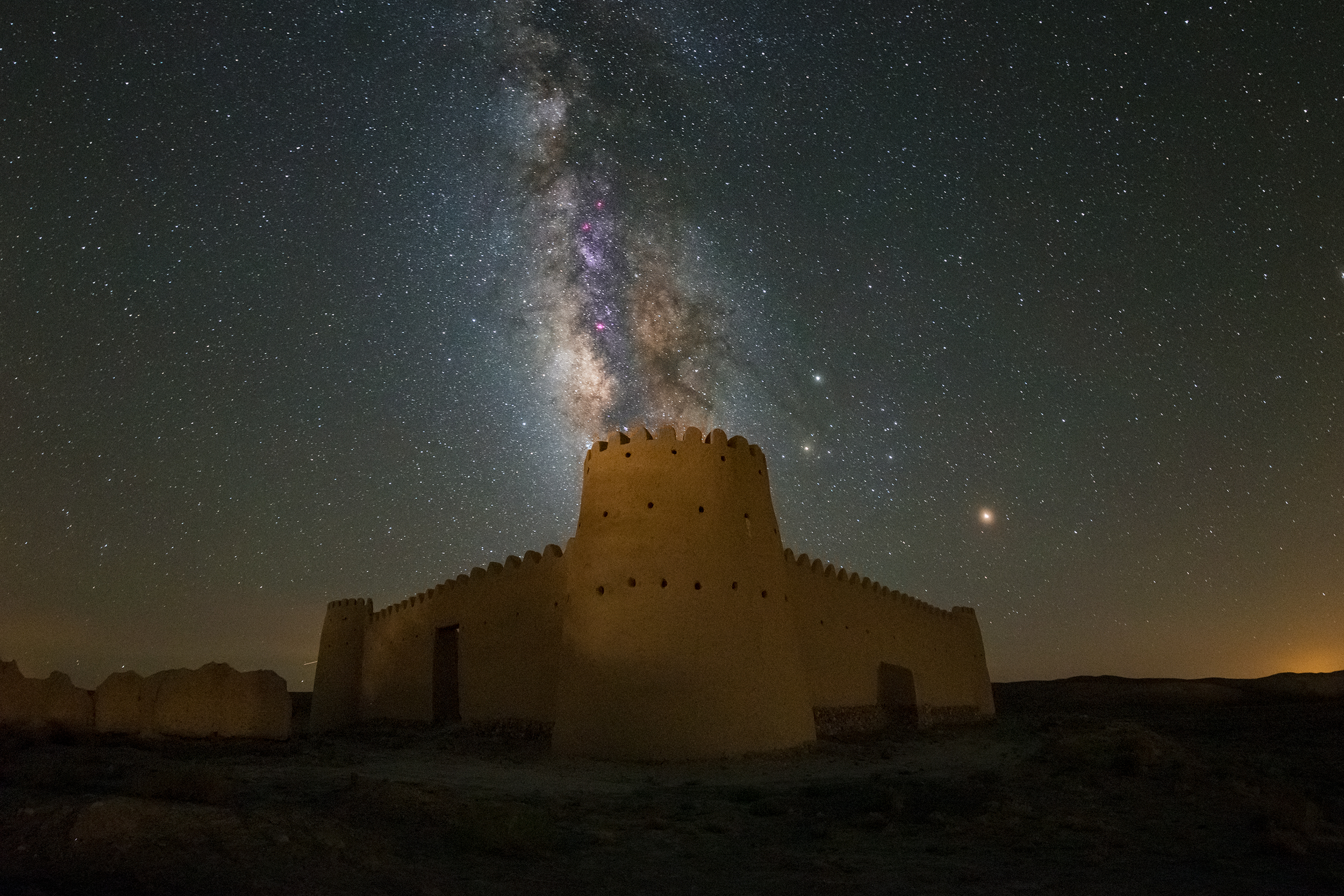
قلعه غنجعلی‌خان افشار ایلخان افشارهای اقطاع (بافت، رابر و ارزوئیه) در روستای هشون بافت

غنجعلی‌خان از ایلخانان ایل افشار بود که در قلعه هشون که هم‌اکنون به نام خودش است ساکن بود، در همین قلعه با سردار ظفر بختیاری درگیر شد، او بعد از انقلاب مشروطه به سرکردگی ایل افشار به همراه حسین‌خان بچاقچی و تفنگچیان افشار و ایلات دیگر با هدف تصرف به کرمان حرکت کردند و در حوالی شهر با حکومت وقت کرمان جنگیدند، ولی در ادامه بین ایلات تفرقه افتاد و شکست خوردند.

#### تخته قاپو افشارهای کرمان
با روی کار آمدن رضاشاه، حکومت پهلوی اول تلاش گسترده‌ای برای تضعیف قدرت عشایر و ایلات ایران انجام داد، خلع سلاح و یکجانشین کردن ایلات و عشایر با زور اسلحه انجام شد، به افشارها اجازه کوچ داده نشد و افشارها مجبور شدند در مناطقی که حضور داشتند ساکن شوند، به خاطر همین موضوع، اکثر ییلاق و قشلاقهای ایل افشار تبدیل به روستاهایی برای کشاورزی و دامپروری شد و تعدادی از عشایر نیز به شهرها مهاجرت کردند و زندگی عشایری را رها کردند. در دوره پهلوی دوم، سیاست‌های اسکان عشایر ادامه داشت، البته نه به حدت و شدت دوره رضاخان، در این دوره، اصلاحات ارضی باعث ترغیب عشایر افشار به کشاورزی و یکجانشینی شد، در نتیجه، در این دوره هم تعداد زیادی از ایل افشار، زندگی عشایری را رها کردند. مرحله سوم سیاست یکجانشینی در دوره جمهوری اسلامی انجام گرفت، در این دوره، با دادن موتور پمپ‌های کشاورزی در شهرستان ارزوئیه، قسمت بزرگی از عشایر افشار در ارزوئیه ساکن شدند. از دوره رضاخان تا هم‌اکنون محدودیت کوچ برای عشایر افشار کرمان وجود دارد. به‌طور کلی، مشکلات اقتصادی و فرهنگی از دلایل اصلی ساکن شدن عشایر افشار است. در حال حاضر تعداد عشایر افشار در استان کرمان بسیار کم شده است، عشایر افشار در شهرستان‌های بافت، ارزوئیه و سیرجان زندگی می‌کنند. اکثریت ایل افشار در روستاها و شهرهای شهرستان‌های بافت، ارزوئیه، سیرجان، بردسیر، حاجی‌آباد، رابر و جیرفت ساکن شده‌اند و جمعیت بزرگی از سه شهرستان بافت، ارزوئیه و سیرجان، فرزندان ایل افشار هستند.

### طوایف ایل افشار کرمان
کامل‌ترین و بیش‌ترین مجموعه طوایف ایل افشار، در استان کرمان قرار دارند، تعداد این طوایف به حدود ۳۰ طایفه و صدها تیره می‌رسد، در گذشته معمولاً طوایف جدا از هم و در مناطق مختلف زندگی می‌کردند و مسیر ییلاق و قشلاق هر طایفه نیز متفاوت بود. در بین افشارهای کرمان، تفاوت اندکی بین لهجه‌های هر طایفه وجود دارد، بعضی از طوایف ترکی را خالص‌تر و غلیظ‌تر از بقیه طوایف صحبت می‌کنند.

#### طوایف ایل افشار کرمان
- جلال‌لو
- قاسم اولادی
- آقاجانلو
- میرحبیب‌لو
- صفی‌قلی اولادی
- فارسی مدان
- حمزه خانی
- پیرمرادلو
- حیدر ممشالو
- بارچی
- میرجانی
- شول
- اشرف‌لو
- صادقی
- جامه بزرگی
- قوجه بیگلو
- قره گزلو
- حمزه‌لو
- گی قویونلو
- قره قویونلو
- تکلو
- آل کسلو
- عمویی
- جان قلی اوشاغی
- خلج
- زرگر
- مهنی
- برآوردلو
- یارقره
- حاجیلو
- افشار دهبکری
- قره بگلو به زبان محلی ( قره بگ )

#### طوایف دارای قرابت با ایل افشار کرمان
این طوایف ترک‌زبان در بعضی آمارها جزو ایل افشار به حساب آورده نشده‌اند، ولی از آن جایی که مدت‌های طولانی در استان کرمان و در مجاورت ایل افشار زندگی کرده‌اند فرهنگ و زبانشان بسیار شبیه به افشارها است.
- قره اوغلانلو
- خوارزمی
- بهارلو
- زنگنه
- سیوندی

#### طایفه بهارلو کرمان
در سال ۱۳۱۳ش اوبرلینگ از طایفه بهارلو مابین رابر و بزنجان که تعدادشان ۴۰ خانوار بوده نام برده است. ایل بهارلو همانند ایل افشار از طوایف اغوز است.

### جمعیت افشارهای کرمان
تا کنون آمار دقیقی از تعداد ترک‌های کرمان اعلام نشده است و در آمارهای اعلام شده، تفاوت‌ها و تناقض‌های زیادی وجود دارد. در اکثر آمارها، فقط عشایر سرشماری شده‌اند و مابقی افرادی که در روستاها و شهرها ساکن شده‌اند، در نظر گرفته نشده‌اند.
در زمان صفویه، ابوالحسن کوهبنانی ورود ۱۰۰۰ خانوار از طایفه قاسملو افشار به کرمان را گزارش کرده است. احمدخان وزیری نویسنده کتاب تاریخ و جغرافیای کرمان در زمان ناصرالدین شاه، ایل افشار را بزرگ‌ترین ایل کرمان معرفی می‌کند و جمعیت آن‌ها را ۹۳۰۰ نفر ذکر می‌کند. هنری فیلد در سال ۱۳۱۳ش جمعیت عشایر افشار کرمان را به شکل زیر گزارش می‌کند: افشارهای سیرجان(۱۰۰۰ خانوار)، شول(۹۰ خانوار)، افشارهای بردسیر (جمعاً ۲۷۵ خانوار)، افشارهای اقطاع و افشار(۳۵۵۰ خانوار). مجموع عشایر افشار استان کرمان در سال ۱۳۱۳ش به گزارش هنری فیلد ۴۹۱۵ خانوار ذکر شده است.
جوزف جوانین عشایر افشار کرمان را ۶۰۰۰ نفر، خانم شیل؛ سفیر انگلستان در زمان ناصرالدین شاه، ۱۵۰۰ خانوار، ژنرال سایکس در سال ۱۹۰۰م، ۱۰۰۰۰ خانوار و کیهان  ۵۰۰۰ خانوار گزارش کرده‌اند.
جمعیت عشایر افشار کرمان در سال ۱۲۵۲ش، ۹۳۰۰ نفر، در سال ۱۳۱۱ش، ۵۰۰۰ خانوار، در سال ۱۳۱۷ش، ۱۲۷۵ خانوار، در سال ۱۳۴۲ش، ۱۶۰۰ خانوار و در سال ۱۳۵۳ش، ۱۶۰۰ خانوار بوده است.
بر اساس سرشماری اجتماعی_اقتصادی عشایر کوچنده کشور در سال ۱۳۶۶ش، جمعیت عشایر افشار کرمان، ۲۰۷۴ خانوار برابر با ۱۲۱۲۱ نفر بوده است. در سرشماری عشایر کشور در سال ۱۳۷۷ش، جمعیت عشایر افشار کرمان، ۱۷۹۸ خانوار معادل ۱۰۷۱۱ نفر بوده است. همچنین در سرشماری ۱۳۸۷ش، جمعیت عشایر ییلاقی افشار کرمان ۶۶۷۵ و قشلاقی آن، ۶۵۵۹ نفر بوده است و مکان زندگی عشایر افشار، شهرستان‌های بافت، سیرجان، جیرفت، رفسنجان، کرمان، کهنوج و بردسیر گزارش شده است.
نکته قابل توجه مربوط به افشارهای کرمان این است که ایل افشار ایران در استان کرمان زندگی می‌کنند و طبق سرشماری‌های عشایر کوچنده، به غیر از چند منطقه در هرمزگان که قشلاق افشارهای کرمان است، در هیچ نقطه ایران به غیر از استان کرمان، عشایر افشار تحت نام ایل افشار وجود ندارند.
تقریباً در تمام آمارهای اعلام شده، فقط عشایر افشار سرشماری شده‌اند و افشارهایی که در شهرها و روستاها ساکن هستند سرشماری نشده‌اند، در دهه‌های اخیر اکثر افشارها زندگی عشایری را رها کرده‌اند. آقای اصغر پورمراد در کتاب سیری در تاریخ، فرهنگ و زبان ترکان کرمان، تعداد کل افشارهای (عشایر و غیر عشایر) شهرستان بافت، ارزوئیه، سیرجان و حاجی‌آباد را در سال ۱۳۹۵ش، حداقل ۷۰ هزار نفر برآورد کرده است.

## ایل بچاقچی
ایل بچاقچی یکی از ایلات بزرگ استان کرمان است، محل اصلی زندگی بچاقچی‌ها بلورد و چهارگنبد در شهرستان سیرجان است، تعدادی از بچاقچی‌ها در روستای بنگان شهرستان بافت زندگی می‌کنند، کلمه بچاقچی از دو واژه ترکی بچاق (چاقو) و پسوند چی تشکیل شده است و به معنای چاقویی، سازنده چاقو، نیزه گذار و دشنه‌دار است. ایل بچاقچی به خاطر مبارزاتش بر علیه انگلیس مشهور است.

### تاریخ ایل بچاقچی
ایل بچاقچی به احتمال بالا در زمان سلطنت شاه عباس صفوی وارد کرمان می‌شود. ابن بطوطه جهانگرد مراکشی در قرن هشتم از سیواس ترکیه بازدید کرده و از بچاقچی‌ها نام برده است. دربارهٔ سرزمین اصلی بچاقچی‌ها اختلاف نظر وجود دارد، در منابع، آذربایجان، ترکیه و ارمنستان به عنوان موطن ایل بچاقچی ذکر شده است.

#### رستم محمدخان سعدلو و دفاع از کرمان در مقابل افغان‌ها
در اواخر دوره صفویه، رستم محمدخان بزرگ ایل بچاقچی به حکومت کرمان می‌رسد، در همین زمان‌ها افغان‌ها به کرمان حمله می‌کنند و رستم خان با وجود نبود آذوقه به سختی از کرمان دفاع می‌کند. بعد از به قدرت رسیدن نادرشاه، سلیم‌خان دریابیگی نوه رستم‌خان، بزرگ ایل بچاقچی می‌شود و اقداماتی برای رفاه حال عشایر انجام می‌دهد.

#### علی عسکرخان بچاقچی
در ابتدای دوران قاجاریه، علی عسکرخان رئیس ایل بچاقچی به‌شمار می‌رفت و در زمان لشکرکشی فتحعلی‌شاه قاجار به بافت و رابر، از او استقبال کرد. پسرش حیدر قلی‌خان نیز از بزرگان ایل بود.

#### اسفندیارخان بچاقچی و تصرف سیرجان
در اواخر سلطنت ناصر الدین‌شاه، اسفندیارخان به همراه تعدادی تفنگدار به‌طور غیرقانونی چند روز بر سیرجان حکومت کرد، میرزا آقاخان سرتیپ افشار مأمور دستگیری او شد، ولی توسط جنگجویان بچاقچی کشته شد، این اتفاق باعث ایجاد کدورت بین افشارها و بچاقچی‌های کرمان شد. کمی بعد، اسفندیارخان توسط مردی مسلح کشته شد.

#### حسین‌خان بچاقچی، آخرین ایلخان قدرتمند بچاقچی
حسین‌خان پسر اسفندیارخان بعد از مرگ پدر ایلخان ایل شد، او در ۲۰ سالگی به همراه غنجعلی‌خان افشار از بافت و چند ایل دیگر به قصد تصرف به کرمان حمله کرد.

#### حسین‌خان بچاقچی و جنگ جهانی اول
در جنگ جهانی اول حسین‌خان مانند اکثر مردم ایران طرفدار آلمانی‌ها بود. در آن زمان انگلیسی‌ها در کرمان حضور داشتند و اولین درگیری بچاقچی‌ها و انگلیسی‌ها در چهارگنبد سیرجان اتفاق افتاد و با فرار انگلیسی‌ها و به جا گذاشتن اسرای آلمانی خاتمه یافت، حسین‌خان اسیرهای آلمانی را به صولت‌الدوله قشقایی تحویل داد. انگلیسی‌ها پلیس جنوب را مأمور دستگیری حسین‌خان کردند ولی آنها موفق به این کار نشدند.

#### کشته شدن انگلیسی‌ها و آزادی سفیر عثمانی توسط حسین‌خان
در زمان جنگ جهانی عبیدالله افندی سفیر عثمانی در افغانستان و چند اسیر آلمانی در سیرجان به دست حسین‌خان افتاد، او سفیر عثمانی را مخفیانه به تهران انتقال داد، بعدها دولت عثمانی نامه‌ای به حسین‌خان نوشت و ضمن تشکر، پیشنهاد جبران خسارت را داد. حسین‌خان در اواخر قاجاریه به ارتش پیوست و در زمان رضاه‌شاه، لقب شجاع سلطان را دریافت کرد.

#### اسفندیارخان و حمله به پاسگاه بافت
اسفندیارخان پسر حسین‌خان برای نشان دادن قدرتش در سال ۱۳۲۲ شمسی به پاسگاه بافت حمله کرد و آن‌جا را غارت کرد، در این درگیری، حسین‌خان شکوه زاده از بزرگان افشار بافت کشته شد، حسین‌خان بچاقچی به کمک فرزندش آمد ولی اسفندیارخان کشته شد، حسین‌خان بعد از این درگیری به تهران تبعید شد و پس از اتمام تبعید در کرمان فوت کرد.

#### محل زندگی و طوایف ایل بچاقچی
خرسلو، عباسلو، قره سعدلو، قره بگلو، انکلو، سارسعدلو، حلوائی و ارشلو، طوایف اصلی ایل بچاقچی هستند. محل زندگی بچاقچی‌ها؛ چهارگنبد، بلورد، شاه آباد، گلناباد، بام دهان، گهرد، علی‌آباد، سوخته چال، چاه قلعه، شمال هرمزگان، بنگان، بافت و سیرجان است.

### جمعیت بچاقچی‌ها
جمعیت عشایر بچاقچی در سال۱۳۱۱ش ۷۲۲ خانوار، در سال۱۳۱۵ش ۱۰۰۰ خانوار، سال ۱۳۱۷ش، ۱۰۳۰ خانوار، در سال ۱۳۴۲ش، ۵۰۰ خانوار، سال ۱۳۴۴ش، ۲۰۰۰ خانوار و سال ۱۳۵۳ش، ۵۰۰ خانوار بوده است. هنری فیلد در سال ۱۳۱۳ش مجموع عشایر بچاقچی را ۲۹۵ خانوار دانسته است. در سرشماری ایلات و عشایر کوچنده در سال ۱۳۶۶، جمعیت عشایر بچاقچی ۲۴۲۵ نفر اعلام شده است. در سرشماری عشایر در سال ۱۳۸۷ نیز، جمعیت عشایر بچاقچی ۱۹۴۷ نفر اعلام شده است و محل زندگی بچاقچی‌ها، شهرستان‌های سیرجان، بافت، جیرفت، رفسنجان و کرمان گزارش شده است.
جمعیت ییلاقی و قشلاقی طایفه ارشلو نیز بر اساس سرشماری عشایر ۱۳۶۶ به ترتیب، ۲۴۲۵ و ۱۵۰۸ نفر اعلام شده است.
تمام آمارهای اعلامی، مربوط به عشایر بچاقچی است و آمار یا برآوردی از تعداد کل بچاقچی‌های استان کرمان موجود نیست، چون در دهه‌های گذشته اکثر عشایر بچاقچی، زندگی عشایری را رها کرده‌اند.

## طایفه ارشلو
طایفه ارشلو در اصل از طایفه‌های ایل بزرگ افشار است، ارشلوهای کرمان در چهارگنبد سیرجان زندگی می‌کنند، طایفه ارشلو سیرجان بخشی از اتحادیه ایل بچاقچی و بزرگ‌ترین طایفه آن است.

## طایفه قره بگلو
طایفه قره بگلو در اصل از طایفه های ایل بزرگ افشار است،
قره بگلو های استان کرمان در روستای سوخته چال سیرجان زندگی می کنند، و به زبان محلی به آن ( قره بگ ) نیز می گویند
که از اتحادیه ایل بچاقچی هستند.

## ایل قرائی کرمان
ایل قرائی کرمان یکی از ایلات ترک است که در استان کرمان زندگی می‌کنند. محل اصلی زندگی قرائی‌ها شهرستان سیرجان و بردسیر است. طبق سرشماری‌های عشایر کشور، اکثر عشایر قرائی در استان کرمان زندگی می‌کنند.

### تاریخ ایل قرائی
نام دیگر این ایل در گذشته قره تاتار بوده و از آسیای مرکزی به ایران مهاجرت کرده‌اند. طبق منابع موجود احتمالاً قرائی‌های کرمان از استان فارس به سیرجان و بردسیر مهاجرت کرده‌اند.

### طوایف ایل قرائی کرمان
طلابیگی(ترک زبان)، حیدری(ترک زبان)، کورکی، عباسی، خضری، بیگلری، شاهبداغی و یاراحمدی از طوایف و تیره‌های ایل قرائی کرمان هستند.

### جمعیت قرائی‌های کرمان
طبق سرشماری‌های عشایر کشور، اکثر عشایر قرائی در استان کرمان زندگی می‌کنند. در سال ۱۹۵۷ میلادی ایل قرائی کرمان، ۴۲۰ خانوار بوده است. طبق سرشماری عشایر ۱۳۶۶، تعداد عشایر قرائی استان کرمان ۳۵۸۳ نفر بوده است. در سرشماری عشایر ۱۳۷۷ تعداد عشایر قرائی استان کرمان ۴۳۷۱ نفر گزارش شده است. در سرشماری عشایر ۱۳۸۷ تعداد عشایر ییلاقی و قشلاقی قرائی استان کرمان که در شهرستان‌های سیرجان، بردسیر، بم، جیرفت، رفسنجان، زرند، شهربابک، کرمان و رودبار جنوب زندگی می‌کنند، به ترتیب ۳۸۹۰ و ۳۷۹۶ نفر ذکر شده است. اکثر قرائی‌ها زندگی عشایری را رها کرده‌اند. آماری از تعداد کل قرائی‌ها (عشایر و غیر عشایر) موجود نیست.

## ایل قتلو
ایل قتلو یکی از ایلات استان کرمان است که از نظر زمانی، جزو اولین ایلات ترکی است که به استان کرمان وارد شده است. این ایل مرتبط با سلجوقیان کرمان است.

### تاریخ ایل قتلو

قلمرو سلجوقیان کرمان

ترکان برای اولین بار در زمان امپراطوری سلجوقیان(۱۰۰۰سال پیش) به کرمان وارد شدند. با گسترش فتوحات سلجوقیان، ملک قاورد سلجوقی در سال ۴۴۰ هجری ولایت کرمان را از دست آل بویه خارج کرد. سلجوقیان ۱۴۴ سال بر کرمان حکومت کردند، در دوران سلجوقیان کرمان شکوفا شد و امنیت و تجارت بهبود پیدا کرد و فعالیت‌های علمی جان گرفت.

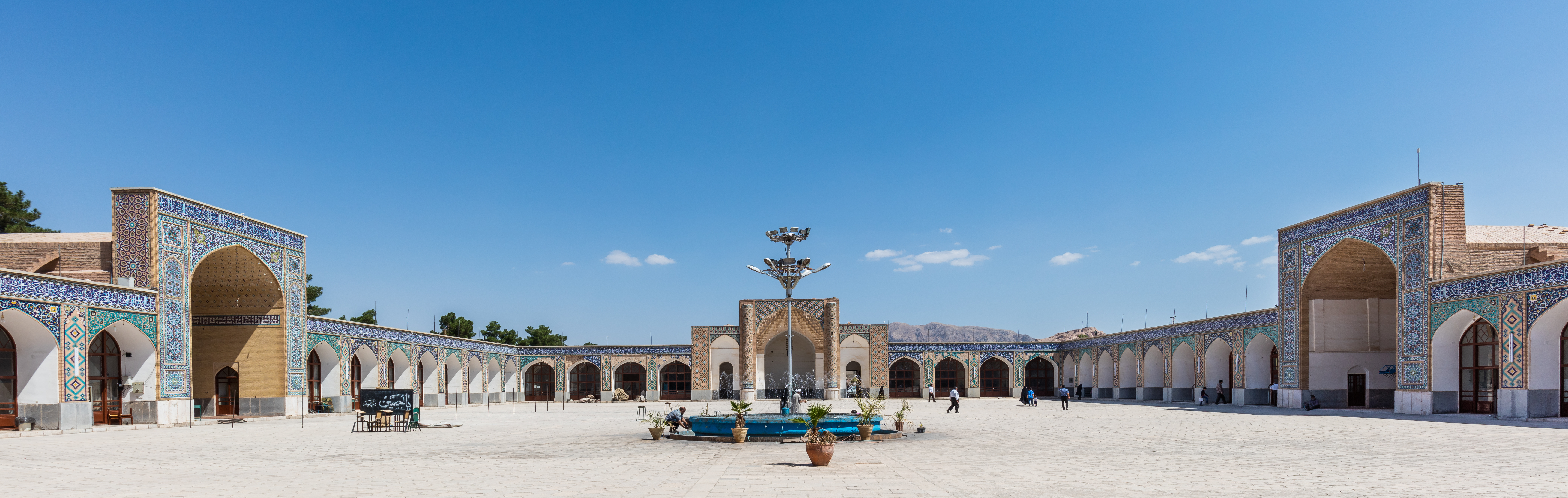
مسجد جامع ملک، قدیمی‌ترین مسجد کرمان با قدمت ۱۰۰۰ ساله که توسط ترکان سلجوقی در کرمان ساخته شد

در جنوب استان کرمان و در شهرستانهای رابر، بافت، ارزوئیه و جیرفت ایل قتلو حضور دارند و نسب خود را به سلجوقیان کرمان می‌رسانند، فامیلهای سلاجقه بازماندگان این ایل هستند. در تذکره صفویه از ایل قتلو به همراه ایل بچاقچی در کرمان نام برده شده است احمدخان وزیری در دوره ناصرالدین شاه ایل قتلو را ترک‌زبان و ساکن اقطاع (بافت و رابر) و صوغان دانسته است
ایل قتلو خود را منتسب به قتلمش بن اسرائیل بن سلجوق، عموی ملک قاورد سلجوقی می‌دانند، این ایل پس از انقراض سلجوقیان کرمان، به بردسیر مهاجرت کردند، ییلاق آنها لاله زار و قشلاقشان ارزوئیه بوده است، بعد از ورود ایل افشار به کرمان در اوایل صفویه بین این دو ایل درگیری ایجاد می‌شود و ایل قتلو به نواحی جیرفت و کهنوج و رابر منتقل می‌شود.

### طوایف ایل قتلو
ایل قتلو شامل چهار طایفه سلاجقه، قتلویی، اسکندری، ملک‌لو و تیره‌های گداعلی بیگی، تلیم‌خانی، محمد تقی سلطانی، برکنانی، اسکندری و ملک‌لو هستند. ییلاق قدیمی ایل قتلو داش بولاغ در نزدیکی لاله‌زار بوده است، ایل قتلو تا اواسط قاجاریه به ترکی صحبت می‌کردند، در حال حاضر فقط چند طایفه این ایل به خاطر زندگی کردن در کنار افشارهای کرمان، به زبان ترکی افشاری تکلم می‌کنند، در شمال استان کرمان نیز طوایفی از ایل قتلو حضور دارند.

### جمعیت قتلوها
طبق سرشناری‌های عشایر کشور، تقریباً تمام عشایر قتلو در استان کرمان زندگی می‌کنند و به غیر از چند منطقه محدود در هرمزگان، در هیچ جای ایران به غیر از استان کرمان عشایر قتلو نداریم. هنری فیلد قتلوها را ۶۵۰ خانوار و ساکن بردسیر دانسته است. ژنرال سایکس در سال ۱۲۷۹ش جمعیت ایل قتلو را که در جنوب شهرستان بردسیر بودند را ۶۵۰ خانوار ذکر می‌کند. در سرشماری عشایر ۱۳۶۶ تعداد عشایر قتلو، ۴۶۲ نفر ذکر شده است. در سرشماری عشایر ۱۳۷۷ تعداد عشایر قتلو، ۴۷۰ نفر گزارش شده است. طبق سرشماری سال ۱۳۸۷ جمعیت ییلاقی و قشلاقی ایل قتلو که در شهرستان‌های بافت، راور و عنبرآباد زندگی می‌کنند، هردو ۴۱۴ نفر گزارش شده است.باید توجه شود که اکثر افراد این ایل زندگی عشایری را رها کرده و در شهرها و روستاها ساکن شده‌اند. آماری از تعداد کل قتلوها (عشایر و غیر عشایر) موجود نیست.

## زبان ترک‌های کرمان
ترک‌های کرمان که افشارها اکثریت آنها هستند، به زبان ترکی افشاری تکلم می‌کنند، البته زبان ترکان بچاقچی تفاوت‌هایی با ترکی افشاری دارد. افشارهای کرمان هنوز زبان‌شان را حفظ کرده‌اند و به راحتی می‌توانند با قشقایی‌ها به ترکی صحبت کنند، حتی لهجه ترکی آذربایجانی را نیز متوجه می‌شوند. ولی در زبان بچاقچی‌ها کلمات فارسی زیاد است و اکثراً زبان‌شان مخلوطی از ترکی و فارسی است، البته بعضی عشایر بچاقچی زبانشان را بهتر حفظ کرده‌اند و زبانشان بسیار شبیه به ترکی افشاری است. خوارزمی‌های خبر نیز لهجه‌شان مانند افشارها است. اکثر قتلوها و قرائی‌ها زبان مادری‌شان را از دست داده‌اند.
ترکی افشاری جزو شاخه اوغوز جنوبی است و نزدیک‌ترین لهجه ترکی به ترکی افشاری، ترکی قشقایی است. کلمات فارسی در ترکی افشاری استان کرمان در مقایسه با ترکی آذربایجانی زیاد است. ترکی افشاری معمولاً در استان‌های مرکزی ایران و کشور افغانستان استفاده می‌شود و تعداد متکلمین این لهجه ترکی، ۶۰۰ هزار نفر برآورد شده است.

## نوع پوشش
پوشش قدیمی زنان افشار ساکن کرمان شبیه به پوشش زنان ایل خمسه فارس بوده است، پوشش طوایف لر، لک و بچاقچی استان کرمان هم تقریباً شبیه پوشش زنان افشار بوده است. در حال حاضر، زنان مسن ایل افشار هنوز پوشش قدیمی را حفظ کرده‌اند ولی جوانان این پوشش را کنار گذاشته‌اند.
پوشش زنان شامل موارد زیر است:
- تُمان و اوزون تُمان: شلوار و شلوار بلند.
- آرخلیق زنانه: شبیه بلوز امروزی است.
- دامانه: همان پیراهن بلند زنانه است.
- چارقد: پارچه نازک و سفید که روی سر و سینه قرار می‌گیرد.
- یاغلوق: سربند حلقوی از جنس حریر یا مخمل که به دور سر بسته می‌شود.
- کلاه آغور: پوششی کلاه مانند زیر چاقد و سربند.

پوشش مردان شامل موارد زیر بوده است:
- کِینَگ: شبیه پیراهن امروزی ولی بدون دکمه و چاک‌دار.
- دون آرخالیق: لباسی بلند که تا روی کفش‌ها ادامه داشت.
- شال: پارچه سفید دور کمر.
- کلاه نمدی
- مَلِکی یا گیوه: نوعی کفش که هنوز بین لرها و کردها رایج است.
- قلم پیچ: ریسمانی که دور ساق پا پیچیده می‌شود.
- تُمان: شبیه شلوار امروزی

در حال حاضر پوشش قدیمی مردان از بین رفته، البته افراد مسن هنوز از کلاه استفاده می‌کنند.

## صنایع دستی
ایلات ترک استان کرمان نقش مهمی در صنایع دستی استان کرمان داشته‌اند و هم‌اکنون نیز بخش قابل توجهی از گلیم‌های کرمان توسط افشارها و بچاقچی‌ها تولید می‌شود. قالی و قالیچه‌های افشاری کرمان، شهرت جهانی دارد و ترکیبی از هنر آذربایجان و کرمان است. به غیر از قالی؛ گلیم، جاجیم، قولوق (جا قرآنی)، ارکن، قره چنته، نمکدان، خورجین، آینه دان و کشک دان نیز توسط زنان افشار و بچاقچی بافته می‌شود. قالی و گلیم‌های ترک‌های استان کرمان، بر خلاف قالی‌های فارس‌های شمال کرمان، روی دار افقی بافته می‌شود و زنان مسئول بافندگی هستند.
از گلیم‌های مشهور دستباف ترک‌های کرمان، گلیم شیرکی پیچ (پیچ باف) است که ثبت جهانی شده و خریداران فراوان در ایران و خارج از کشور دارد. این گلیم توسط زنان ایل افشار و بچاقچی در شهرستان‌های بافت، سیرجان، ارزوئیه و جیرفت بافته می‌شود، قدیمی‌ترین مراکز تولید گلیم پیچ باف؛ آناتولی، آذربایجان و قفقاز جنوبی است و مهاجرت افشارها و بچاقچی‌ها به کرمان، باعث انتقال این هنر از آذربایجان به کرمان و غنی تر و زیباتر شدن آن در کرمان شده است، گلیم شیرکی پیچ با گلیم ورنی آذربایجان شباهت‌های زیادی دارد.
نقوش مورد استفاده در دستباف‌های ایل افشار کرمان معمولاً از طبیعت و حیوانات است. این نقش‌ها معمولاً؛ بالغ (ماهی)، شیر، طاووس، جیران، شاخ قوچ، بز و شتر مرغ هستند.
طرح،های پرکاربرد در قالی افشاری کرمان؛ سه کله، موسی خانی، ترنج بندی شول، بابابیگی و حشمت هستند.
نقوش نمکدان‌های افشاری معمولاً انتزاعی و هندسی (ستاره صلیبی، ستاره هشت پر، لوزی، مربع و …) هستند و از نقوش حیوانی، گیاهی و انسانی نیز استفاده می‌شود. رنگ‌های قرمز، نارنجی و قهوه‌ای، رنگ‌های غالب در دستبافته‌های ایل افشار کرمان است، در دستبافته‌های ایل افشار تاثیرپذیری از آناتولی و آذربایجان و بقیه ایلات ایران مشهوداست
1. ↑  هورکارد (۱۹۸۶). «اطلس ایران (ایران کارتو)؛ محصول همکاری مشترک علمی میان پژوهشگران ایرانی (جهاد سازندگی و مرکز آمار ایران) و فرانسوی در چارچوب تیم تحقیقاتی علوم اجتماعی جهان معاصر ایران (جهان ایرانی CNRS)». irancarto. CNRS.
2. ↑  کاهن، کلود. ترکان در ایران. انتشارات مولی. ص. ۳-۱۰.
3. 1 2  "afsar". Encyclopædia Iranica (به انگلیسی).
4. ↑  کاربران ویکی بین. «افشار». ویکی بین.
5. ↑  علی بلوکباشی (۱۶ خرداد ۱۳۹۹). «افشار». مرکز دائره المعارف بزرگ اسلامی (مرکز پژوهش‌های ایرانی و اسلامی).
6. ↑  صفی پور، غلامرضا (۱۳۹۱). افشاریان کرمان در زمان صفویان. دانشگاه شیراز، دانشکده ادبیات و علوم انسانی. ص. ۸۸.
7. 1 2 3 4  مومن کرمانی، ملا محمد. صحیفه الارشاد (تاریخ افشار کرمان- پایان صفویه). به کوشش ابراهیم باستانی پاریزی.
8. 1 2 3 4 5 6 7 8 9 10 11 12 13 14 15 16  پورمراد، اصغر (۱۴۰۰). سیری در تاریخ، فرهنگ و زبان ترکان کرمان. مرکز کرمان‌شناسی.
9. 1 2 3 4  وزیری کرمانی، احمد علی خان. جغرافیای کرمان. به کوشش ابراهیم باستانی پاریزی. نشرانجمن آثار و مفاخر فرهنگی.
10. ↑  «ییلاق و قشلاق در مراتع بی آب و علف/ حضور طوایف لر، ترک و عرب در دشتهای کرمان». مهر. ۱۳۹۲.
11. ↑  «تخت دریا قلی بیگ، بنایی با ریشه در تاریخ کهن شهر کرمان». مشرق. ۱۴۰۲.
12. 1 2  سایکس، سرپرسی. سفرنامه سرپرسی سایکس. انتشارات لوحه.
13. ↑  باستانی پاریزی، ابراهیم. افشارها در تاریخ و سیاست کرمان (PDF). نامواره دکتر محمود افشار. ص. ۱۶۲.
14. ↑  زند رضوی، سیامک. «ایلات و عشایر کرمان؛ پیشینه تاریخی و مسئله اسکان». فصلنامه علوم اجتماعی ۳ و ۴: ۱۶۷–۲۱۳.
15. ↑  "BAHĀRLŪ". Encyclopædia Iranica (به انگلیسی).
16. 1 2 3  فیلد، هنری؛ .، ترجمه؛ عبدالله فریار (۱۳۴۳). مردم‌شناسی ایران. تهران: کتابخانه ابن سینا. صص. ۲۷۹–۲۸۰.
17. 1 2  افشار (سیستانی)، ایرج (۱۳۶۶). مقدمه‌ای بر شناخت ایل‌ها، چادرنشینان و طوایف عشایری ایران. ج. دوم. مولف.
18. 1 2  «سرشماری اجتماعی-اقتصادی عشایر کوچنده کشور نتایج تفصیلی ایل افشار». مرکز آمار ایران: ۱۳. ۱۳۶۶.
19. 1 2 3  «سرشماری عشایر نتایج تفصیلی استان کرمان». مرکز آمار ایران. ۱۳۷۷.
20. 1 2  «سرشماری عشایر کوچنده کشور- نتایج ایل افشار». مرکز آمار ایران. ۱۳۸۷.
21. ↑  «سرشماری عشایر کوچنده سال ۱۳۷۷، نتایج کل کشور». مرکز آمار ایران. ۱۳۷۷.
22. ↑  معصومه ابراهیمی. «بچاقچی». مرکز دائره المعارف بزرگ اسلامی (مرکز پژوهش‌های ایرانی و اسلامی).
23. ↑  «بچاقچی ایل». دانشنامه جهان اسلام.
24. ↑  "BOČĀQČĪ". Encyclopædia Iranica (به انگلیسی).
25. ↑  «روزی که هیبت استعمار در سیرجان فرو ریخت». گفتار نو. ۱۳۹۵.
26. ↑  محمد بن عبدالله، شمس الدین. سفرنامه ابن بطوطه. ج. یک. آگاه. ص. ۳۲۸.
27. ↑  بلوردی، زهیر مصطفی. تاریخ و فرهنگ منطقه بلورد. مرکز کرمان‌شناسی. صص. ۱۳۳–۱۳۴.
28. ↑  باستانی پاریزی، ابراهیم. پیغمبر دزدان. گلرنگ یکتا. صص. ۱۷۱–۱۷۲.
29. ↑  باستانی راد، حسن. «نقش ایل بچاقچی در تحولات سیاسی و اجتماعی کرمان(1316-1337ق/ 1898-1918م)». پژوهشگاه علوم انسانی و مطالعات فرهنگی: ۲۶۷.
30. 1 2 3 4  «سرشماری اجتماعی - اقتصادی عشایر کوچنده، نتایج تفصیلی استان کرمان». مرکز آمار ایران. ۱۳۶۶.
31. 1 2 3  «سرشماری عشایر 1387 نتایج استان کرمان». مرکز آمار ایران. ۱۳۸۷.
32. ↑  بهنیا، علاء الدین. بررسی مردم‌شناسی طایفه ارشلو از ایل بچاقچی. موسسه کویر. صص. ۹–۲۷.
33. ↑  "Qarai". wikipedia (به انگلیسی).
34. 1 2  "KARĀʾI". Encyclopædia Iranica (به انگلیسی).
35. ↑  وزیری کرمانی، احمد علی خان. تاریخ کرمان. به کوشش ابراهیم باستانی پاریزی. انتشارات ابن سینا. ص. ۳۴۴.
36. ↑  کرمانی، افضل الدین ابو حامد. سلجوقیان و غز در کرمان. به کوشش ابراهیم باستانی پاریزی. کوروش، مرکز تحقیقات رایانه‌ای قائمیه اصفهان. ص. ۱۲.
37. ↑  مشیزی، میر محمد سعید. تذکره صفویه کرمان. به کوشش ابراهیم باستانی پاریزی. نشر علم. ص. ۲۲۷.
38. ↑  اسفندیار پور، هوشمند. تاریخ بافت. مرکز کرمان‌شناسی. ص. ۱۷۰.
39. ↑  «اطلس ایران 1377 - فرهنگ قومی - تنوع قومی، مرکز آمار ایران سرشماری 1365». Gip Reclus Documentation Française. ۱۹۸۶. بیش از یک پارامتر |وبگاه= و |نشریه= داده‌شده است (کمک)
40. ↑  «کرمان جزو برترین استان‌های کشور در زمینه تنوع زبان‌ها و گویش‌هاست/ لهجه‌های محلی در معرض آسیب هستند». راه آرمان. ۱۴۰۱.
41. ↑  «بررسی فرهنگ عامه ایل بچاقچی یکی از بزرگ‌ترین ایل‌های عشایر سیرجان»: ۴۹.
42. ↑  "TURKIC LANGUAGES OF PERSIA: AN OVERVIEW". Encyclopædia Iranica (به انگلیسی).
43. ↑  مصطفوی، پونه (۱۴۰۲). «شباهت‌ها و تفاوت‌های واژگانی در ترکی رایج در کرمان و ترکی آذری تبریزی». فصلنامه علمی زبان‌پژوهی دانشگاه الزهرا (۴۶): ۱۴۹–۱۸۶.
44. ↑  "Afshar dialect". wikipedia (به انگلیسی).
45. ↑  «ترکی، زبانها». دانشنامه بزرگ اسلامی (مرکز دائرة المعارف بزرگ اسلامی).
46. ↑  محمد پناه، بهنام. ترکان در گذر تاریخ. انتشارات سبزان. ص. ۱۰۹.
47. ↑  «رنگین کمانی زیبا در لباس کرمانی‌ها / رعایت اصالت در پوشش بانوان دیار کریمان». برنا. ۱۴۰۲.
48. 1 2  «کرمان، جلوه‌گر صنایع دستی در کشور». ایمنا. ۱۴۰۲.
49. ↑  هلنا شیل دشتگل. «افشار، قالی». مرکز دائره المعارف اسلامی (مرکز پژوهش‌های ایرانی و اسلامی).
50. ↑  «ثبت جهانی گلیم شیریکی پیچ سیرجان». صدا و سیما. ۱۳۹۶.
51. ↑  پروان، رسول. «نقش تاریخی ایلات افشار و بچاقچی در شکل‌گیری گلیم پیچ‌باف در ولایت کرمان». مطالعات تاریخ فرهنگی؛ پژوهش‌نامهٔ انجمن ایرانی تاریخ (۲۵): ۲۷–۴۴.
52. ↑  قلی‌زاده اصل، فهیمه؛ سعید آبادی، سلیمان (۳ بهمن ۱۳۹۴). «بررسی تطبیقی زیبایی‌شناسی گلیم‌های شیرکی‌پیچ کرمان با گلیم ورنی آذربایجان». همایش ملی فرهنگ، گردشگری و هویت شهری: ۱–۱۳.
53. ↑  محبی، حمیدرضا؛ درگاهی، مهدیه. «معنا و مفهوم نقش مایه‌های حیوانی در دستبافته‌های ایل افشار کرمان». مقالات فصلنامه رویکردهای نوین در تحقیقات علوم پایه، فنی و مهندسی. ۴ (۱۲): ۹۵-۹۷.
54. ↑  نویدی، مریم؛ دادور، ابوالقاسم؛ شهسواری، ناصر. «بررسی طرح‌ها و نقوش قالی افشار باف سیرجان». شباک. ۷ (۵): ۱۱۷-۱۲۴.
55. ↑  بهارلو، علیرضا؛ آقایی، صدیقه؛ آشوری، محمد تقی. «جایگاه طرح و اصالت در نمکدان‌های افشاری کرمان». فصلنامه علمی پژوهشی انجمن علمی فرش ایران (۱۶): ۳۹.